# Iso Kivijärvi (sjö i Keuru, Mellersta Finland, Finland)
Iso Kivijärvi eller Kivijärvi är en sjö i Finland. Den ligger i kommunen Keuru i landskapet Mellersta Finland, i den centrala delen av landet, 250 km norr om huvudstaden Helsingfors. Iso Kivijärvi ligger 154,3 meter över havet. Arean är 1,9 kvadratkilometer och strandlinjen är 9,63 kilometer lång. Sjön  ingår i Kumo älvs huvudavrinningsområde.   I omgivningarna runt Iso Kivijärvi växer i huvudsak barrskog.
I övrigt finns följande i Iso Kivijärvi:
- Lintusaari (en ö)
- Isosaari (en ö)